# Tyler Duffey
Tyler Blinn Duffey (né le 27 décembre 1990 à Houston, Texas, États-Unis) est un lanceur droitier des Twins du Minnesota de la Ligue majeure de baseball.

## Carrière
Joueur des Owls de l'université Rice, Tyler Duffey est repêché par les Twins du Minnesota  au 5e tour de sélection en 2012. 
Il fait ses débuts dans le baseball majeur comme lanceur partant des Twins le 5 août 2015 face aux Blue Jays de Toronto.